# Снарский
Снарский (на руски: Снарский) е село в Облученски район на Еврейската автономна област в Русия. Влиза в състава на Известковското градско селище.
Наречено е в чест на пътностроителния инженер Снарски, строител на Транссибирската магистрала.

## География
Село Снарский е разположено на Транссибирската магистрала, на 2 километра на юг преминава автомобилния път Чита – Хабаровск.
Намира се на река Кимкан (десен приток на Кулдур, басейна на река Бира).
Пътят към селото се отклонява от автомобилния път Чита – Хабаровск.
Разстоянието до административния център, селището Известковий, е около 5 км (на изток по главния автомобилен път.
От село Снарский на запад излиза пътят към село Абрамовка. Разстоянието е около километър.